# Liste der Monuments historiques in Rumilly-en-Cambrésis
Die Liste der Monuments historiques in Rumilly-en-Cambrésis führt die Monuments historiques in der französischen Gemeinde Rumilly-en-Cambrésis auf.

## Liste der Objekte
| Bezeichnung                                                                                               | Beschreibung           | Standort                 | Kennzeichnung | Schutzstatus | Datum | Bild |
| --- | ---------------------- | ------------------------ | ------------- | ------------ | ----- | ---- |
| Wandmalerei Sainte Vierge recevant en hommage les produits du travail des habitants du diocèse de Cambrai | 1937, von Lucien Jonas | in der Kirche St-Nicolas | PM59006352    | Inscrit      | 1987  |      |